# Gonzaga di Luzzara

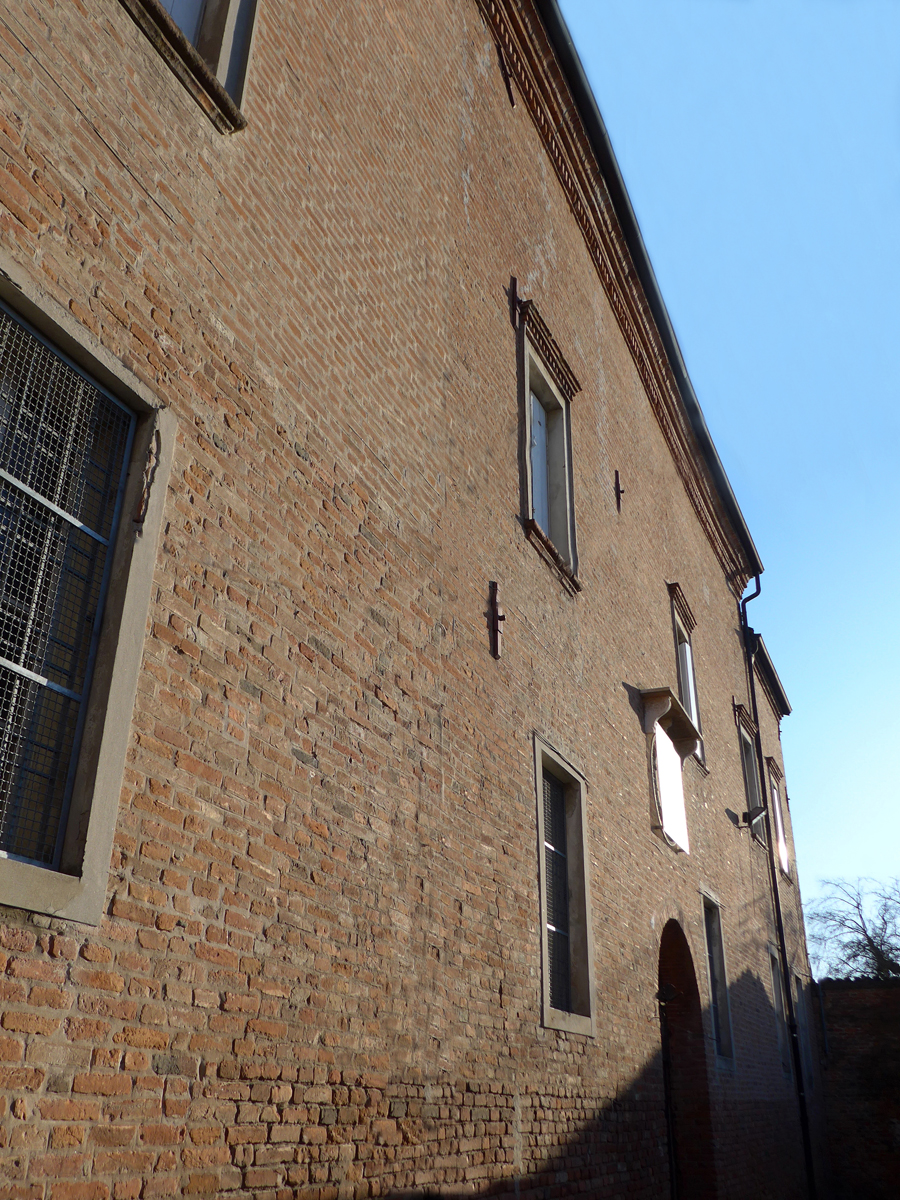
Luzzara, Palazzo della Macina

La linea di Luzzara è stata un ramo cadetto della dinastia dei Gonzaga.

## Storia
Il feudo di Luzzara faceva parte dei possedimenti del marchese Gianfrancesco Gonzaga che lasciò in eredità ai suoi tre figli. Alla sua morte nel 1444, il feudo di Luzzara fu trasmesso al più giovane, Carlo (con i feudi di Sabbioneta e Bozzolo). Alla morte di Carlo, nel 1456, ereditò il figlio maschio Ugolotto. Quest'ultimo morì senza discendenti e il fratello maggiore di Carlo, Ludovico ridistribuì le terre ai propri figli ed a Rodolfo, il più giovane, toccò la roccaforte di Luzzara (e quelle di Castiglione, Solferino e Poviglio).
Suo fratello maggiore, Federico (1441-1484), continuò la tradizione del marchese di Mantova con il titolo di Federico I detto il Gobbo (1478-1484).
Il più giovane, Gianfrancesco (1443 - 1496), fu il fondatore della linea di Sabbioneta e Bozzolo.
Una delle sue sorelle, Dorotea, venne promessa in sposa a Galeazzo Maria Sforza, duca di Milano. Un'altra sorella, Barbara, sposò il duca di Eberardo V di Württemberg.
Rodolfo ebbe due figli, Gianfrancesco che divenne signore di Luzzara e Aloisio Gonzaga, che continuerà le singole linee di Castel Goffredo, Castiglione e Solferino.
Nel 1557 Massimiliano Gonzaga cedette il feudo a Guglielmo Gonzaga, duca di Mantova, mantenendo per sé e per i suoi eredi alcuni palazzi e il titolo di marchese di Luzzara pur non detenendo alcun comando sul territorio, che fu soggetto a Mantova fino al 1630.
Nel 1747 Maria Teresa d'Austria ebbe le terre di Luzzara e le integrò nel Ducato di Parma e Piacenza. Il Trattato di Aquisgrana nel 1748 rimise il ducato nelle mani di Ferdinando VI di Spagna.
La linea di Luzzara si estinse con Giovanni Gonzaga sp. nel 1766 a Teresa di Gaetano Anguissola Conte di Vigolzone e di Anna Maria Marchesa Mansi, ottavo ed ultimo Marchese di Luzzara.
Gianfrancesco Gonzaga (1395-1444)
                                                         |
```
                                           
Alessandro Gonzaga
 (1415-1466)
                                                        |
                                            
Rodolfo Gonzaga
 (1452-1495)
                                                        |
                                         
Gianfrancesco Gonzaga
 (1488-1524)
                                                        |
                                                Gonzaga di Luzzara
                ________________________________________|___________________________
                |                                                                  |
   Signori-Marchesi di Luzzara                         Signori di Castel Goffredo, Castiglione e Solferino
       (estinto nel 1794)                               ___________________________|______________________
                                                        |                          |                     |
                                                   Marchesi di          Marchesi-Principi di   Marchesi-Principi di
                                                 Castel Goffredo             Castiglione            Solferino
                                                (estinto nel 1593)       (estinto nel 1819)     (estinto nel 1680)
```

## Esponenti

### Signori di Luzzara

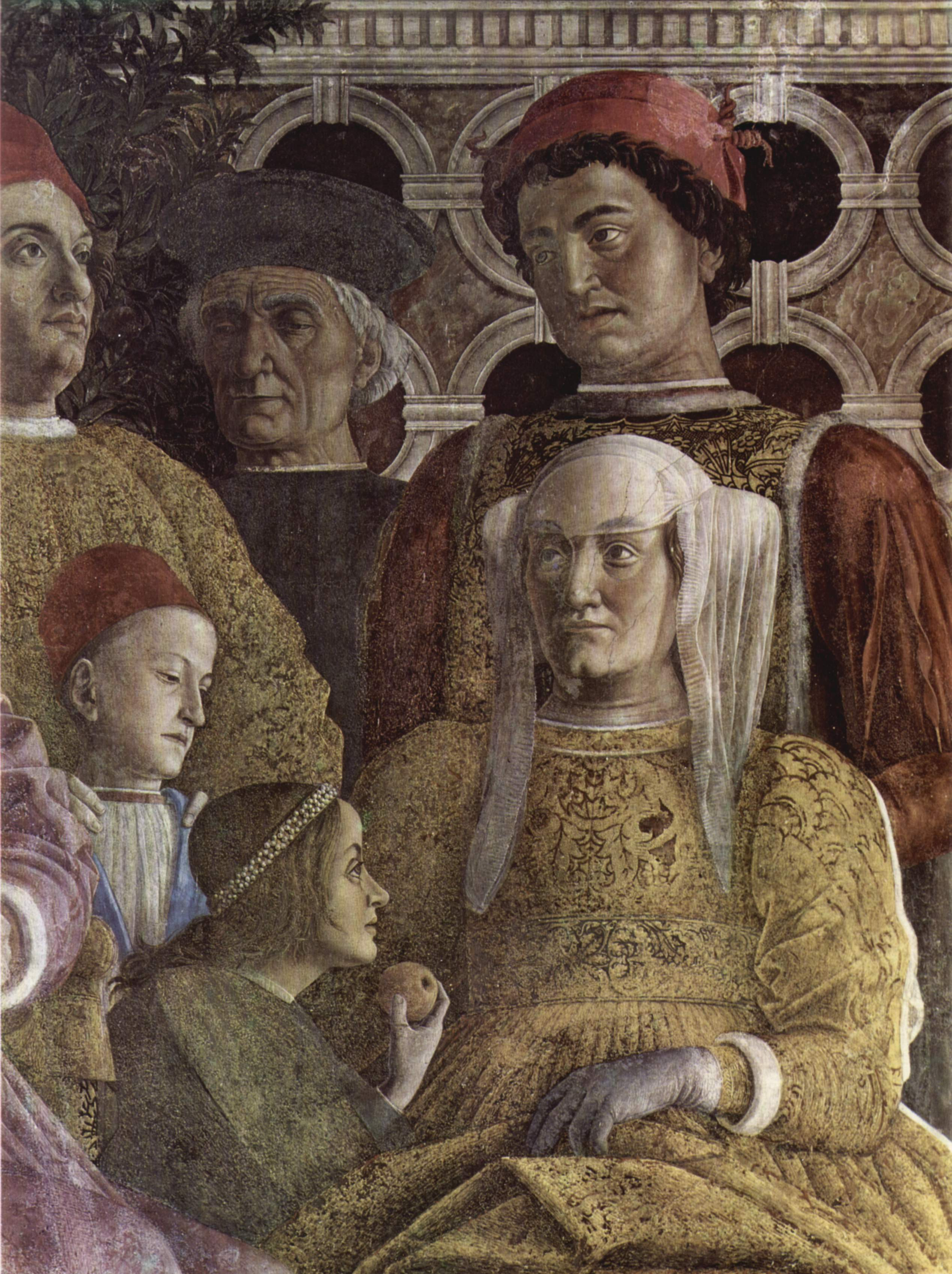
Rodolfo Gonzaga dietro la madre (Andrea Mantegna, Camera degli Sposi, Mantova)

| 1444-1456 | Carlo                                                                           | (1415-1456) |
| 1456-?    | Ugolotto Alla morte, la reggenza fu assunta fino al 1478 da Ludovico II Gonzaga | (1452-?)    |
| 1478-1495 | Rodolfo                                                                         | (1452-1495) |
| 1495-1508 | Gianfrancesco con Aloisio                                                       | (1488-1524) |
| 1508-1524 | Gianfrancesco                                                                   | (1488-1524) |
| 1524-1561 | Massimiliano                                                                    | (1513-1578) |

### Marchesi di Luzzara
| 1561-1578 | Massimiliano | (1513-1578) |
| 1578-1614 | Prospero     | (1554-1614) |
| 1614-1630 | Federico I   | (?-1630)    |
| 1630-1666 | Luigi I      | (1602-1666) |
| 1696-1698 | Federico II  | (1636-1698) |
| 1698-1738 | Luigi II     | (1679-1738) |
| 1738-1782 | Basilio      | (1711-1782) |
| 1782-1794 | Giovanni     | (1721-1794) |

Il ramo proseguì fino al 3 aprile 1794, alla morte di Giovanni Gonzaga, ultimo discendente della casata di Luzzara.

## Gonzaga di Poviglio (linea cadetta)
Derivato da una divisione del ramo di Luzzara, il ramo cadetto di Poviglio era feudo papale eretto in contea nel 1513.
Si originò con Rodolfo Gonzaga (?-1553), figlio di Gianfrancesco Gonzaga, proseguì con Luigi (?-1570).

## Albero genealogico
```
Rodolfo Gonzaga
 (1452-1495), signore di Castiglione, di Solferino e Luzzara, conte di Rodigo, Viceré di Sicilia e Milano
x1 1481 Anna Malatesta, figlia di Sigismondo, signore di Rimini
x2 1484 Caterina Pico (1454-1501), figlia di Gianfrancesco, conte di Concordia, signore di Mirandola
│ e Giulia Boiardo Scandiano
│
├ ─> Paola (1486-1519)
│ x 1501 Don Giovanni Niccolò Trivulzio, marchese di Vigevano
│
├ ─> Gianfrancesco (1488-1524), co-signore di Luzzara di Castiglione e Solferino con il fratello Luigi Alessandro
│ 1495-1521, allora signore unico Luzzara (1521-1524)
│ x Pallavicino Laura, figlia di Galeazzo, marchese di Busseto e Elisabetta Sforza
│ │
│ ├ ─> Massimiliano (1513-1578), Signore e 1º Marchese nel 1561 Luzzara
│ │ x Caterina Colonna, figlia di Prospero, duca di Marsi e Giulia Colonna
│ │ │
│ │ ├ ─> Elisabetta
│ │ │ x 1565 conte Teodoro Thiene
│ │ │
│ │ ├ ─> Eleonora
│ │ │ x Paoloemilio Martinengo
│ │ │
│ │ └ ─> Prospero (1554-1614), secondo marchese di Luzzara, marchese di Borgo San Martino
│ │ │ x1 1576 Isabella Gonzaga, figlia di Maria Pirro Sabbioneta (non confermato)
│ │ │ (Linea di Sabbioneta e Bozzolo)
│ │ │ │
│ │ │ └ ─> Federico I (NC-1630), terzo marchese di Luzzara,
│ │ │ comandante delle milizie del Ducato di Mantova
│ │ │ │ x1 Laura Torelli (NC-ca 1600), figlia di Bonifazio, marchese di Casei
│ │ │ │ e Laura Martinengo (SD)
│ │ │ │ x2 Elisabetta Gonzaga di Poviglio (1586-1620)
│ │ │ │ │
│ │ │ │ └ ─> Luigi I (1602-1666), quarto marchese di Luzzara
│ │ │ │ │ x 1634 Principessa Elena (1618-NC), figlia del principe e Francesca Maria Pirro Gonzaga
│ │ │ │ │ │ (vedi Linea di Vescovato)
│ │ │ │ │ │
│ │ │ │ │ ├ ─> Federico II (1636-1698), quinto marchese di Luzzara
│ │ │ │ │ │ x 1667 principessa Luigia (1653-1715), figlia del principe Ferdinando II di Castiglione
│ │ │ │ │ │ │ Sforza e Olimpia di Caravaggio,
│ │ │ │ │ │ │ (vedi Linea di Castiglione e Solferino)
│ │ │ │ │ │ │
│ │ │ │ │ │ ├ ─> Silvia (1669-1742)
│ │ │ │ │ │ │ x 1694 Silvio Gaetano , marchese di Palazzolo
│ │ │ │ │ │ │ │
│ │ │ │ │ │ │ └ ─> linea di Palazzolo
│ │ │ │ │ │ │
│ │ │ │ │ │ ├ ─> Isabella (1670-1739), monaca (SD)
│ │ │ │ │ │ │
│ │ │ │ │ │ ├ ─> Luigi (1673-1718), gesuita, rinuncia alla successione (SD)
│ │ │ │ │ │ │
│ │ │ │ │ │ ├ ─> Maddalena (1676-1749), monaca (SD)
│ │ │ │ │ │ │
│ │ │ │ │ │ ├ ─> Fulvia (1678-NC)
│ │ │ │ │ │ │ x 1700 Fabio 
Belprato
, principe Crucoli e San Vito dei Normanni
│ │ │ │ │ │ │
│ │ │ │ │ │ ├ ─> Luigi II (1679-1738), sesto marchese di Luzzara
│ │ │ │ │ │ │ x 1702 Carlotta (1679-1734), figlia di Charles-Henri de Choiseul, Signore
│ │ │ │ │ │ │ │ Isches e Marie-Charlotte de La Bruneau Rabatalière
│ │ │ │ │ │ │ │
│ │ │ │ │ │ │ ├ ─> Olimpia (1704-NC), monaca Milano (SD)
│ │ │ │ │ │ │ │
│ │ │ │ │ │ │ ├ ─> Federico (1705-1777), gesuita, rinuncia alla successione (SD)
│ │ │ │ │ │ │ │
│ │ │ │ │ │ │ ├ ─> Prospero (1708-1721) (SD)
│ │ │ │ │ │ │ │
│ │ │ │ │ │ │ ├ ─> Elena (1710-NC), monaca (SD)
│ │ │ │ │ │ │ │
│ │ │ │ │ │ │ ├ ─> Basile (1711-1782), settimo marchese di Luzzara
│ │ │ │ │ │ │ │ x 1738 Maria Borromeo (1712-1761), figlia di Giovanni Benedetto
│ │ │ │ │ │ │ │ │ Angera marchese, conte di Arona e Clelia Grillo Mondragone
│ │ │ │ │ │ │ │ │
│ │ │ │ │ │ │ │ ├ ─> Carlo (1739-nati morti) (SD)
│ │ │ │ │ │ │ │ │
│ │ │ │ │ │ │ │ ├ ─> Luigia (1739-nati morti) (SD)
│ │ │ │ │ │ │ │ │
│ │ │ │ │ │ │ │ ├ ─> Maria Caterina (1740-1740) (SD)
│ │ │ │ │ │ │ │ │
│ │ │ │ │ │ │ │ ├ ─> Luigi Mariano (1741-1743) (SD)
│ │ │ │ │ │ │ │ │
│ │ │ │ │ │ │ │ ├ ─> Luigia (1743-1766)
│ │ │ │ │ │ │ │ │ x il marchese Giovanni Filippo Maria Rangoni, Conte di Castelcrescente
│ │ │ │ │ │ │ │ │
│ │ │ │ │ │ │ │ ├ ─> Federico (1744-1745) (SD)
│ │ │ │ │ │ │ │ │
│ │ │ │ │ │ │ │ └ ─> Isabella (1746-1746) (SD)
│ │ │ │ │ │ │ │
│ │ │ │ │ │ │ ├ ─> Rodolfo (1713-1716) (SD)
│ │ │ │ │ │ │ │
│ │ │ │ │ │ │ └ ─> Giovanni (1721-1794), ottavo marchese di Luzzara
│ │ │ │ │ │ │ x 1766 Anguissola Teresa, figlia di Gaetano, conte di Vigolzone e Anna Maria Marchesa Mansi
│ │ │ │ │ │ │ │
│ │ │ │ │ │ │ ├ ─> Carlotta (1767-1823)
│ │ │ │ │ │ │ │ x 1785 Massimiliano Stampa, marchese di Soncino
│ │ │ │ │ │ │ │
│ │ │ │ │ │ │ ├ ─> Luigia (1768-NC)
│ │ │ │ │ │ │ │ x 1787 Stefano Sanvitale, conte di Fontanellato
│ │ │ │ │ │ │ │
│ │ │ │ │ │ │ ├ ─> Luigi (1769-1769) (SD)
│ │ │ │ │ │ │ │
│ │ │ │ │ │ │ └ ─> Ignazio (1772-1772) (SD)
│ │ │ │ │ │ │
│ │ │ │ │ │ ├ ─> Ferdinando (1681-1750), Primate della basilica ducale Sant'Andrea a Mantova
│ │ │ │ │ │ │
│ │ │ │ │ │ ├ ─> Prospero (1682-1683) (SD)
│ │ │ │ │ │ │
│ │ │ │ │ │ ├ ─> Massimiliano (1683-1749), gesuita (SD)
│ │ │ │ │ │ │
│ │ │ │ │ │ ├ ─> Prospero (1685-1686) (SD)
│ │ │ │ │ │ │
│ │ │ │ │ │ ├ ─> Carlo (1687-1710) (SD)
│ │ │ │ │ │ │
│ │ │ │ │ │ ├ ─> Laura (1688-NC), monaca Mantova (SD)
│ │ │ │ │ │ │
│ │ │ │ │ │ ├ ─> Rodolfo (1690-1692) (SD)
│ │ │ │ │ │ │
│ │ │ │ │ │ └ ─> Eleonora (NC), monaca Mantova (SD)
│ │ │ │ │ │
│ │ │ │ │ ├ ─> Pirro (1638-1693) (CDS)
│ │ │ │ │ │
│ │ │ │ │ ├ ─> Massimiliano (1639-1640) (SD)
│ │ │ │ │ │
│ │ │ │ │ ├ ─> Luigi (1640-inizio) (SD)
│ │ │ │ │ │
│ │ │ │ │ ├ ─> Ercole (1643-1644) (SD)
│ │ │ │ │ │
│ │ │ │ │ ├ ─> Rodomonte (1645-NC), gesuita (SD)
│ │ │ │ │ │
│ │ │ │ │ ├ ─> Silvia (1647-1647) (SD)
│ │ │ │ │ │
│ │ │ │ │ └ ─> Isabella (NC)
│ │ │ │ │ x conte Paolo Pola Treviso
│ │ │ │ │
│ │ │ │ ├ ─> Prospero (1607-1675) (CDS)
│ │ │ │ │
│ │ │ │ ├ ─> Francesco (NC-1670), il primato del Sant'Andrea basilica ducale di Mantova
│ │ │ │ │
│ │ │ │ ├ ─> Eleonora (NC-1665)
│ │ │ │ │ x 1625 Giovanni Filippo, conte von Thurn-Hofer und Valsassina
│ │ │ │ │
│ │ │ │ ├ ─> Ferdinando (NC-young) (SD)
│ │ │ │ │
│ │ │ │ └ ─> Silvia (1616-1616) (SD)
│ │ │ │.
│ │ │ │ 1626 x3 Fulvia (ca 1609-NC), figlia di Basilio II, conte di Collalto e Collaltina
│ │ │ │ │
│ │ │ │ └ ─> Basilio (1627-1702) (CDS)
│ │ │ │
│ │ │ ├ ─> Gianfrancesco (NC-1650), prima di Monferrato (SD)
│ │ │ │
│ │ │ ├ ─> Vincenzo (NC) pagina alla corte imperiale poi abate (SD)
│ │ │ │
│ │ │ ├ ─> Giovanni Battista (NC) (CDS)
│ │ │ │
│ │ │ ├ ─> Giulia (NC-1623)
│ │ │ │ x 1602 il conte Roberto Avogadro di Brescia
│ │ │ │
│ │ │ ├ ─> Caterina (1583-NC), monaca a Mantova (SD)
│ │ │ │
│ │ │ ├ ─> Galeazzo (NC), coppiere dell'imperatore Rodolfo II (DSC)
│ │ │ │
│ │ │ ├ ─> Luigi (1587-1633), primate della basilica ducale Sant'Andrea a Mantova (SD)
│ │ │ │
│ │ │ ├ ─> Massimiliano (1588-1613), ambasciatore toscano per l'imperatore Mattia I.
│ │ │ │
│ │ │ ├ ─> Barbara (1591-NC), monaca a Mantova (SD)
│ │ │ │
│ │ │ ├ ─> Eleonora (NC) (CDS)
│ │ │ │
│ │ │ ├ ─> Alberto (NC) (CDS)
│ │ │ │
│ │ │ └ ─> Maria (NC) (CDS)
│ │ │.
│ │ │ x2 Pecoroni Diana, vedova di Luigi Gonzaga di Povoglio (SD)
│ │ │
│ │ ├ ─> Marcantonio (NC-1592), primate della basilica ducale Sant'Andrea a Mantova
│ │ │
│ │ └ ─> Laura (NC)
│ │ x Emilio Paolo Martinengo, signore di Urago, Roccafranca e Orzinuovi
│ │
│ ├ ─> Rodolfo (NC-ap.1553), marchese di Poviglio
│ │ x1 Isabella Gonzaga, figlia di Pirro Gonzaga, signore di San Martino e Gazzuolo dall'Argine
│ │ Emilia e Camilla Bentivoglio di Bologna (SD)
│ │ x2 Pico Caterina, figlia di Galeotto II, conte di Concordia e Ippolita Bozzolo
│ │ │
│ │ └ ─> Luigi (1538-1570), marchese di Poviglio
│ │ │ x Diana Pecoroni
│ │ │ │
│ │ │ ├ ─> Federico (NC), marchese di Poviglio
│ │ │ │ x Silvia, figlia di Collaltino, conte di Collalto
│ │ │ │ │
│ │ │ │ ├ ─> Federico (NC), marchese di Poviglio (DSC)
│ │ │ │ │
│ │ │ │ └ ─> Elisabetta (1586-1620)
│ │ │ │ x 1 Frederic, marchese di Luzzara (vedi sopra)
│ │ │ │
│ │ │ ├ ─> Rodolfo (NC) (CDS)
│ │ │ │
│ │ │ ├ ─> Barbara (NC-1623)
│ │ │ │ x Pirro, il conte Arco
│ │ │ │
│ │ │ ├ ─> Isabella (o Elisabetta) (NC)
│ │ │ │ x Giovanni Vincenzo, conte Arco
│ │ │ │
│ │ │ ├ ─> Camilla (NC) (CDS)
│ │ │ │
│ │ │ ├ ─> Sestilia (NC) (CDS)
│ │ │ │
│ │ │ ├ ─> Margherita (NC) (CDS)
│ │ │ │
│ │ │ ├ ─> Luigia (NC) (CDS)
│ │ │ │
│ │ │ ├ ─> Lucrezia (NC) (CDS)
│ │ │ │
│ │ │ └ ─> Antonio, figlio naturale (NC) (CDS)
│ │ │
│ │ ├ ─> Antonia (NC-1572)
│ │ │ x Roberto Sanvitale, conte di Fontanellato
│ │ │
│ │ ├ ─> Orazio (NC) (CDS)
│ │ │
│ │ ├ ─> Ginevra (NC) (CDS)
│ │ │
│ │ ├ ─> Fabrizio (NC) (CDS)
│ │ │
│ │ ├ ─> Settimio (NC) (CDS)
│ │ │
│ │ ├ ─> Vittoria, figlio naturale (NC)
│ │ │ x Saraceni Francesco Arezzo
│ │ │
│ │ ├ ─> Giulio, figlio naturale (NC) (CDS)
│ │ │
│ │ ├ ─> Cesare, figlio naturale (NC) (CDS)
│ │ │
│ │ └ ─> Rodolfo, figlio naturale (NC) (CDS)
│ │
│ ├ ─> Guglielmo (NC-young) (SD)
│ │
│ ├ ─> Galeazzo (NC-young) (SD)
│ │
│ ├ ─> Elisabetta monaca a San Giorgio (SD)
│ │
│ ├ ─> suora Margherita a San Giorgio (SD)
│ │
│ ├ ─> Angela (NC) (SD)
│ │
│ └ ─> Ippolita (NC-young) (SD)
│
├ ─> Lucrezia (NC-giovani), sorella di Barbara (SD)
│
├ ─> Barbara (NC-giovani), la sorella Lucrezia (SD)
│
├ ─> Giulia (14931-1544), monaca Mantova (SD)
│
├ ─> Alexandre Louis (1494-1549), co-signore di Luzzara di Castiglione e Solferino con il suo
│ │ fratello Jean-François 1.495-1.521, e signore solo
│ │ Castiglione e Solferino (1521-1549)
│ │
│ └ ─> Castiglione e Solferino linea
│
├ ─> Ettore (NC), figlio naturale
│ x Cornelia da Correggio Visconti, figlia di Niccolò II, conte di Correggio e Cassandra Colleoni
│ │
│ ├ ─> Rodolfo (NC (DSC)
│ │
│ ├ ─> Cassandra (NC
│ │ x Gabriele Ferrari Cremona
│ │
│ └ ─> Barbara (NC)
│ x Costantino Greco
│
├ ─> Domitilla, figlia illegittima, canonichessa San Giorgio (SD)
│
└ ─> Angelica, figlia illegittima, canonichessa San Giorgio (SD)
```